# Selenotholus foelschei
Selenotholus foelschei är en spindelart som beskrevs av Henry Roughton Hogg 1902. Selenotholus foelschei ingår i släktet Selenotholus och familjen fågelspindlar.
Artens utbredningsområde är Northern Territory, Australien. Inga underarter finns listade i Catalogue of Life.